# 3783 Morris
3783 Morris este un asteroid din centura principală, descoperit pe 7 octombrie 1986 de Edward Bowell.